# ノーアトゥーン
ノーアトゥーン（古ノルド語：Nóatún。またはノアトゥン、ノアツンとも。Noatun）とは、北欧神話の中の豊饒神ニョルズの館の名である。
「noatun」の語は、「船」の意味の「nor」と「場所」の意味の「tun」で構成されており、「船のつく地」、
「造船所」または「港」を意味する。

## 神話
スノッリ・ストゥルルソンの『散文のエッダ』第二部『詩語法』には次のような話が残っている。スカジが父親のスィアチを殺されたための賠償金を求めにきた際、彼女は夫を要求し、結局はニョルズと結婚をする事になったが、その際ニョルズはスカジの城砦スリュムヘイムが気に入らず、スカジはノーアトゥーンが気に入らなかったため、別々に暮らす事になったという。
第一部『ギュルヴィたぶらかし』第23章では、ノーアトゥーンは天にあるとされている。
『詩のエッダ』の『グリームニルの言葉』第16節でも、グリームニルと名乗ったオーディンがゲイルロズの館で捕らえられていたとき、ゲイルロズの息子アグナルに一杯の角杯への礼として神々に関する事柄を聞かせている中で、11番目の館として話している。
スノッリは『ユングリング家のサガ』第5章においても、ニョルズがノーアトゥーンに居住したとしている。それはログ湖（現在のスウェーデン・メーラレン湖）のほとりの古シグトゥーナ(en)にあり、ニョルズは神殿のゴジとして、オーディンからその地を与えられた。